# Góra Wójtowa
Góra Wójtowa – wzgórze o wysokości 316 m n.p.m. Znajduje się w Chrzanowie, w dzielnicy Kąty; pomiędzy autostradą A4 (E40) (na północy), a ul. Śląską  - 79 (na południu).